# Louisfert
 Louisfert  es una población y comuna francesa, situada en la región de Países del Loira, departamento de Loira Atlántico, en el distrito de Châteaubriant y cantón de Moisdon-la-Rivière.

## Demografía
| 605 | 556 | 606 | 766 | 817 | 796 |
| Para los censos de 1962 a 1999 la población legal corresponde a la población sin duplicidades (Fuente: INSEE [Consultar]) |     |     |     |     |     |